# 張峯
張峯（1510年—？），字維直，号养斋，福建泉州府惠安縣人，民籍，明朝政治人物。

## 生平
嘉靖二十八年（1549年）己酉科福建鄉試第二十名舉人。嘉靖二十九年（1550年）中式庚戌科會試第五十七名，三甲第一百四十九名進士。授吉安府推官，累官户部郎中，密云管粮。升四川按察司佥事。

## 家族
曾祖張茂，縣丞；祖父張綸，知縣、贈通議大夫都察院右副都御史；父張忱，母蔡氏。永感下。從兄张岳，都察院右都御史；张嵩；张崑。弟张嶤、张峕、张鳳。曾孫張鑛、張鏘，俱为萬曆丙辰進士。